# Makariew
Makariew (ros. Макарьев) – miasto w środkowej części europejskiej Rosji, na terenie obwodu kostromskiego.
Makariew leży na terenie rejonu makariewskiego, którego jest ośrodkiem administracyjnym.
Miejscowość leży nad rzeką Unża (dopływ Wołgi) i liczy ok. 7 600 mieszkańców (1 stycznia 2006 r.).
Miasto zostało założone w 1439 r., prawa miejskie uzyskało w roku 1778.